# Piramídio

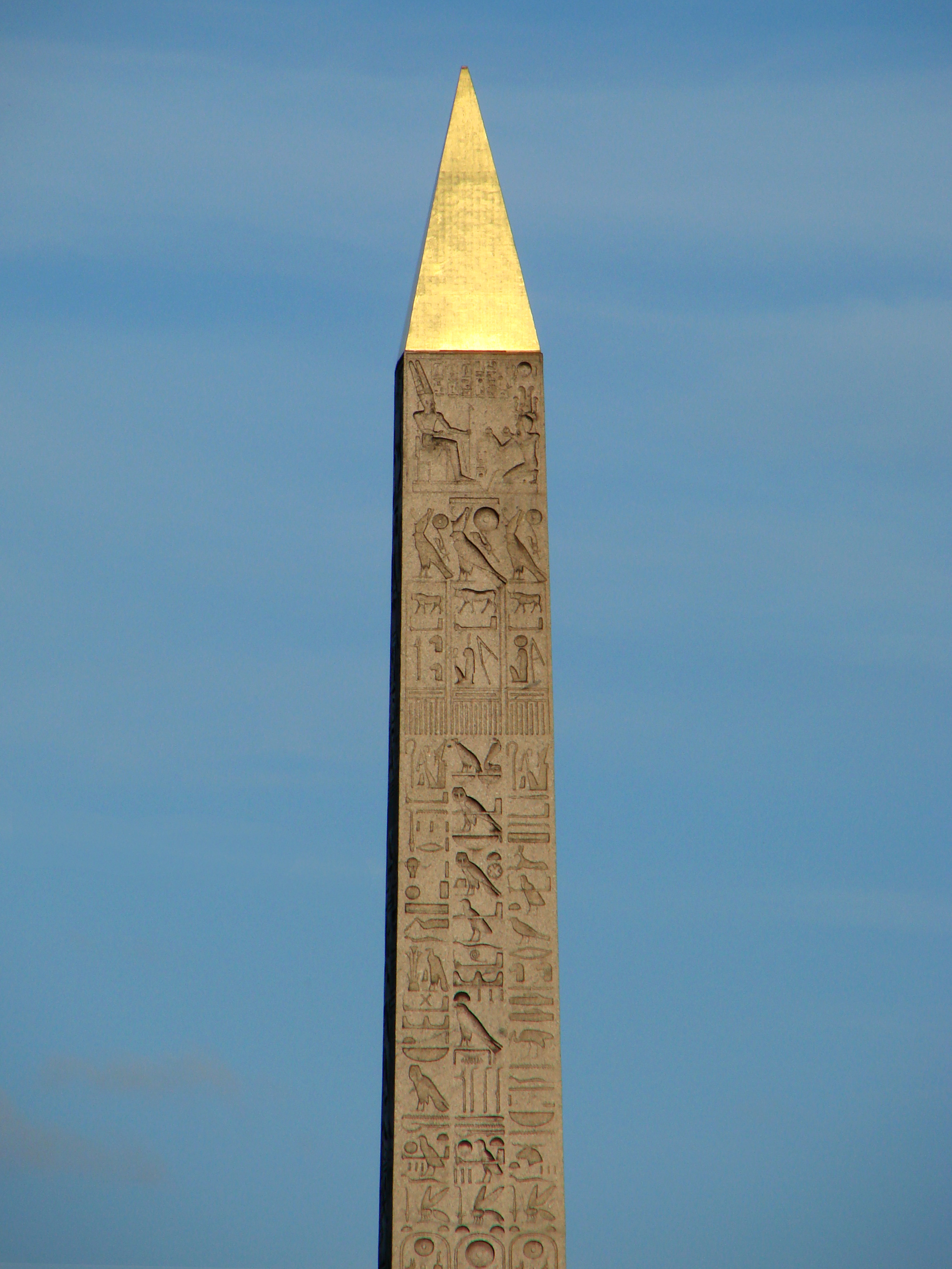
Piramídio do Obelisco de Luxor

Piramídio (Pyramidion; pl. pyramidia) é a peça superior ou a pedra angular de uma pirâmide ou obelisco egípcio no jargão arqueológico. Eles eram chamados benbenet no idioma egípcio antigo, o que associava a pirâmide à sagrada pedra benben.
No Império Antigo, os piramídios eram feitos geralmente de diorito, granito, calcário ou calcário polido, que eram então cobertos por ouro ou eletro; durante o Império Médio e até o final da era de construção de pirâmides, eles foram construídos em granito. Um piramídio era "coberto de folhas de ouro para refletir os raios do Sol" e, durante o Império Médio, eles eram muitas vezes "inscritos com títulos reais e símbolos religiosos."
Muito poucos piramídios sobreviveram até os tempos modernos. A maioria dos que permaneceram são feitos de granito preto polido, inscritos com o nome do proprietário da pirâmide. Um total de quatro piramídios - a maior coleção do mundo - estão alojados no salão principal do Museu Egípcio, no Cairo.